# Киладзе, Кетеван Филипповна
Кетеван Филипповна Киладзе (род. 1927 год, село Мамати, Озургетский уезд, ЗСФСР) — колхозница колхоза имени Берия Ланчхутского района, Грузинская ССР. Герой Социалистического Труда (1949).

## Биография
Родилась в 1927 году в крестьянской семье в селе Мамати Ланчхутского уезда (в советское время — Ланчхутский район, сегодня — Ланчхутский муниципалитет). Окончила местную начальную школу. Трудовую деятельность начала в годы Великой Отечественной войны на чайной плантации в колхозе имени Берия Ланчхутского района. Была трудовой воспитанницей передовика Жоны Киладзе. За выдающиеся трудовые достижения во время войны была награждена медалью «За трудовое отличие» (1944) и орденом «Знак Почёта» (1946).
В 1948 году собрала 7643 килограмма сортового зелёного чайного листа на участке площадью 0,5 гектаров. Указом Президиума Верховного Совета СССР от 29 августа 1949 года удостоена звания Героя Социалистического Труда за «получение высоких урожаев сортового зелёного чайного листа и цитрусовых плодов в 1948 году» с вручением ордена Ленина и золотой медали «Серп и Молот» (№ 4564).
Этим же Указом званием Героя Социалистического Труда была награждена её наставница Жона Ясоновна Киладзе.
Старшая сестра Героя Социалистического Труда Норы Филипповны Киладзе.
Проживала в родном селе Мамати Ланчхутского района.

## Награды
- Герой Социалистического Труда
- Орден Ленина
- Орден «Знак Почёта» (24.02.1946)
- Медаль «За трудовое отличие» (07.01.1944)
- Медаль «За трудовую доблесть» (19.07.1950)